# Trionymus idahoensis
Trionymus idahoensis är en insektsart som beskrevs av Miller och Mckenzie 1971. Trionymus idahoensis ingår i släktet Trionymus och familjen ullsköldlöss. Inga underarter finns listade i Catalogue of Life.